# L'Autre Finale
Pour plus de détails, voir Fiche technique et Distribution.
L'Autre Finale (titre original : The Other Final) est un film documentaire réalisé en 2003 par Johan Kramer, au sujet d'un match de football entre le Bhoutan et Montserrat, alors les deux plus mauvaises équipes au classement FIFA. Le match se disputa au Stade Changlimithang, au Bhoutan. Ce dernier s'imposa 4-0. L'arbitre fut l'Anglais Steve Bennett.

## Contexte
Le film fut réalisé après que les Pays-Bas, équipe se qualifiant quasiment à chaque mondial de football, ratèrent la qualification pour le mondial 2002. Kramer, le réalisateur, ne pouvait alors suivre les Néerlandais durant la Coupe du monde, et décida de faire un documentaire sur des équipes étant plus faibles que les Pays-Bas. Il choisit les deux dernières équipes au classement mondial des nations qui étaient ces deux formations. Le match se joua le matin de la finale de la Coupe du monde 2002, opposant l'Allemagne au Brésil.

## Résumé du match
| Titulaires : |  |
| |  |
| 2 Sonam Tenzin · 3 Bhim Kumar Chhetri · 4 Pema · 5 Passang Tshering · 7 Ugyen Wangchuk · 9 Dinesh Chhetri · 10 Wangyel Dorji · 11 Sonam Jamtsho · 12 Kinley Dorji · 13 Ugyen Dorji · 15 Karma Yeshey · 16 Nangze Dorji · 17 Ugyen Dorji · 18 Dorji Khandu · 19 Puspalal Chhetri · |  |
| Entraîneur : |  |
| Arie Schans |  |

| Titulaires : |  |
| |  |
| 1 Cecil Lake · 2 Charles Thompson · 3 David James · 4 Paul Lynch · 5 Clayton O'Donaghue · 6 Crenston Buffonge · 7 Antoine Lake-Willix · 8 Vladimir Farrell · 11 Joseph Morris · 12 Ashton Buffong · 13 Shane Greenaway · 14 Kurt Phyil · 15 Julian Wado · 18 Elton Williams · 19 Kelvin Pondo · 20 Ottley Laborde · |  |
| Entraîneur : |  |
| William Lewis |  |

| Titulaires : |  |
| |  |
| 2 Sonam Tenzin · 3 Bhim Kumar Chhetri · 4 Pema · 5 Passang Tshering · 7 Ugyen Wangchuk · 9 Dinesh Chhetri · 10 Wangyel Dorji · 11 Sonam Jamtsho · 12 Kinley Dorji · 13 Ugyen Dorji · 15 Karma Yeshey · 16 Nangze Dorji · 17 Ugyen Dorji · 18 Dorji Khandu · 19 Puspalal Chhetri · |  |
| Entraîneur : |  |
| Arie Schans |  |

| Titulaires : |  |
| |  |
| 1 Cecil Lake · 2 Charles Thompson · 3 David James · 4 Paul Lynch · 5 Clayton O'Donaghue · 6 Crenston Buffonge · 7 Antoine Lake-Willix · 8 Vladimir Farrell · 11 Joseph Morris · 12 Ashton Buffong · 13 Shane Greenaway · 14 Kurt Phyil · 15 Julian Wado · 18 Elton Williams · 19 Kelvin Pondo · 20 Ottley Laborde · |  |
| Entraîneur : |  |
| William Lewis |  |

Ce match est compté comme un match FIFA, permettant au Bhoutan de monter à la 199e place, alors que Montserrat reste dernier, à la 203e place.

## Récompenses
The Other Final obtint deux récompenses :
- Meilleur film au Festival d'Avignon (2003)
- Festival du Film International de Bermuda Mention spéciale (2003)